# Kyle Kirkwood

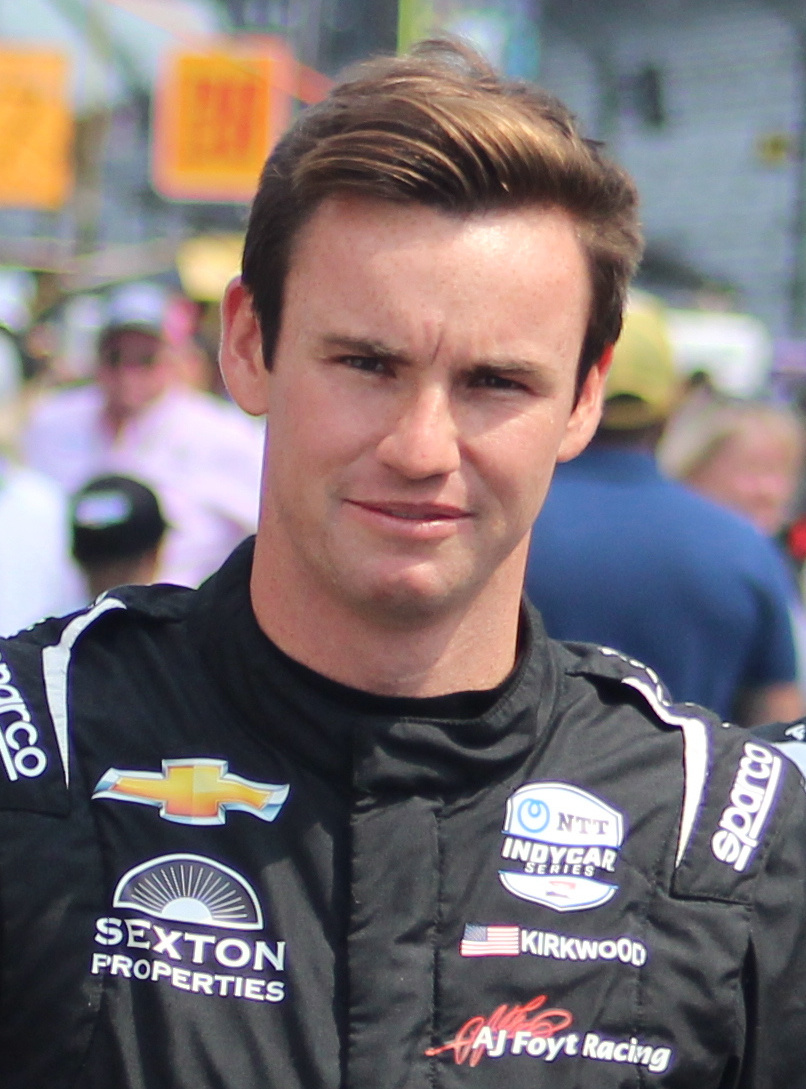
Kyle Kirkwood

Kyle Kirkwood (Jupiter, Florida, 19 oktober 1998) is een Amerikaans autocoureur. In 2018 werd hij kampioen in de U.S. F2000 en in 2019 won hij het Indy Pro 2000 Championship.

## Carrière
Kirkwood begon zijn autosportcarrière in het karting in 2008, waar hij tot 2016 in uitkwam. Hij nam voornamelijk deel aan kampioenschappen binnen de staat Florida, maar reed ook een aantal internationale finales. Zijn grootste successen boekte hij echter in zijn thuisstaat. In 2015 en 2016 werd hij kampioen in zowel de Senior ROK- als de Rotax Senior-klasse van de Florida Winter Tour. Daarnaast behaalde hij ook een groot aantal ereplaatsen.
In 2015 maakte Kirkwood, naast zijn kartcarrière, tevens zijn debuut in het formuleracing. Hij reed in 7 van de 21 races in de F1600 Championship Series voor het team Chastain Motorsports. Hoewel hij slechts een deeltijdprogramma reed, won hij direct de eerste race waarin hij deelnam op Road Atlanta en behaalde hij in de derde race op dit circuit een pole position en een tweede plaats in de race. Met 181 punten werd hij zestiende in het klassement.
In 2016 stapte Kirkwood fulltime over naar het formuleracing, waarin hij zijn Formule 4-debuut maakte in het eerste seizoen van het Amerikaanse Formule 4-kampioenschap bij het team Primus Racing. Hij won een race op de Mid-Ohio Sports Car Course en behaalde in de resterende races nog acht podiumplaatsen. Hierdoor werd hij achter Cameron Das en Konrad Czaczyk derde in de eindstand met 183 punten. Hiernaast reed hij dat jaar nog een handvol gastraces in diverse Formule Ford-kampioenschappen, met een overwinning en een derde plaats op het circuit van Silverstone als beste resultaten.
In 2017 reed Kirkwood een tweede seizoen in de Amerikaanse Formule 4, maar stapte hierin over naar het team Cape Motorsports. Gedurende het seizoen behaalde hij negen overwinningen, inclusief alle drie de races tijdens de raceweekenden op zowel de Indianapolis Motor Speedway als Mosport Park. Met 345 punten werd hij overtuigend kampioen in de klasse.
In 2018 reed Kirkwood een dubbel programma in het Amerikaanse Formule 3-kampioenschap en de U.S. F2000 bij respectievelijk Abel Motorsports en Cape Motorsports. In de Formule 3 won hij vijftien van de zeventien races en eindigde in de overige races als tweede en vierde. Met 405 punten werd hij met overmacht gekroond tot de eerste kampioen in de klasse. In de U.S. F2000 won hij twaalf van de veertien races en werd tweede en vijfde in de overige races. Ook hier werd hij met overmacht kampioen nadat hij 440 punten had gescoord.
In 2019 stapte Kirkwood over naar het Indy Pro 2000 Championship, waarin hij uitkwam voor het team RP Motorsport Racing. Hij kende een stroeve start van het seizoen en behaalde in de zesde race op Road America pas zijn eerste overwinning, waar hij een dag later op hetzelfde circuit een tweede zege aan toevoegde. Hierna won hij echter zeven opeenvolgende races en werd uiteindelijk kampioen met 419 punten, slechts twee punten meer dan nummer twee Rasmus Lindh. Daarnaast nam hij voor RP deel als gastcoureur in het laatste raceweekend van de Euroformula Open op het Autodromo Nazionale Monza, waar hij de races als negende en zesde finishte.
In 2020 maakt Kirkwood, als kampioen van de Indy Pro 2000, automatisch de overstap naar de bovenliggende Indy Lights.